# Modrzejec kampechiański
Modrzejec kampechiański, drzewo kampeszowe, drzewo nikaraguańskie, kampeszyn, hematoksylon kampechiański, błękitne drzewo (Haematoxylum campechianum L.) – gatunek drzewa ciernistego z rodziny bobowatych (podrodzina brezylkowych). Rośnie jedynie w Ameryce Środkowej, głównie w Gwatemali i Nikaragui oraz na Antylach.

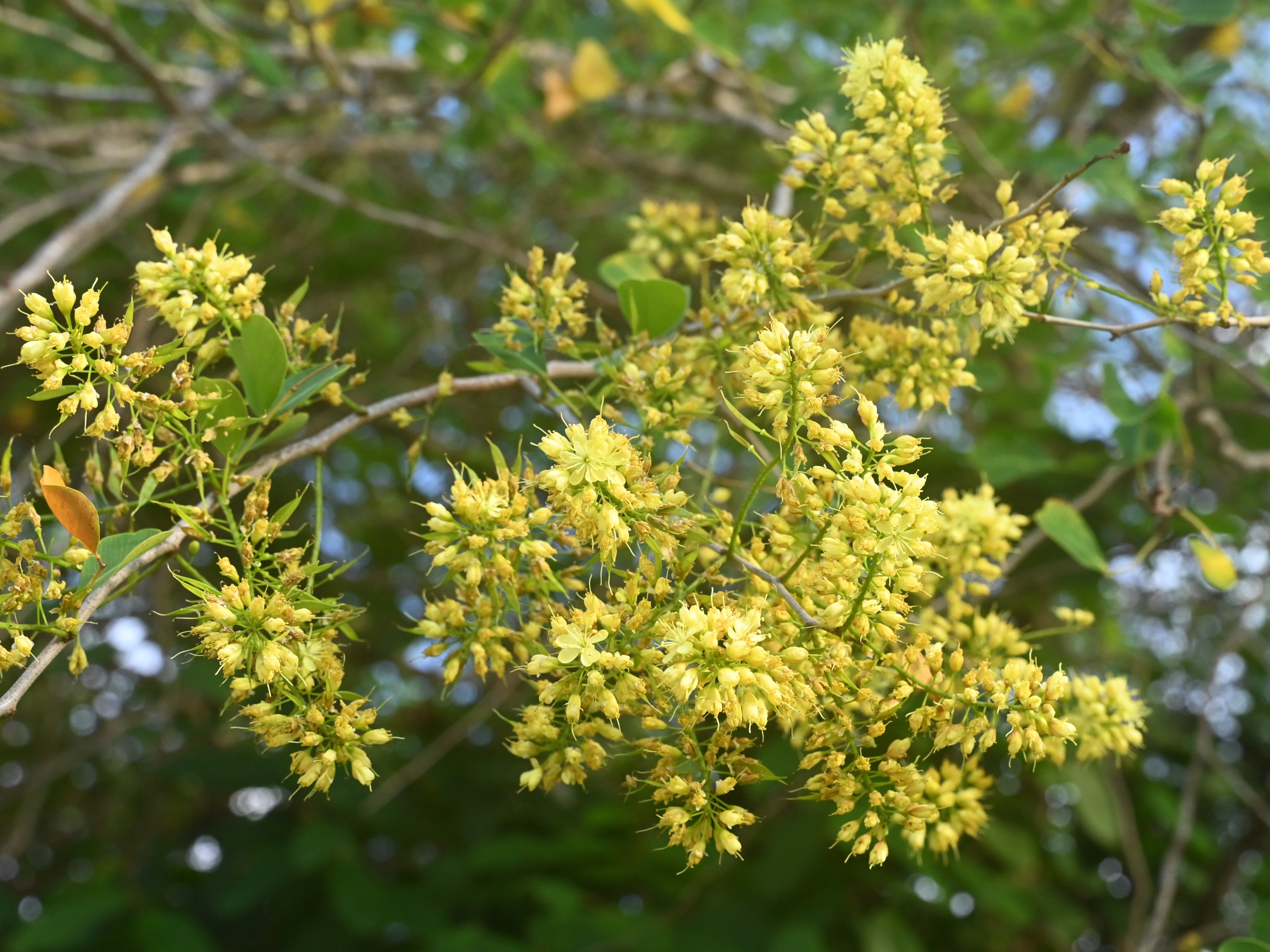
Kwiatostany

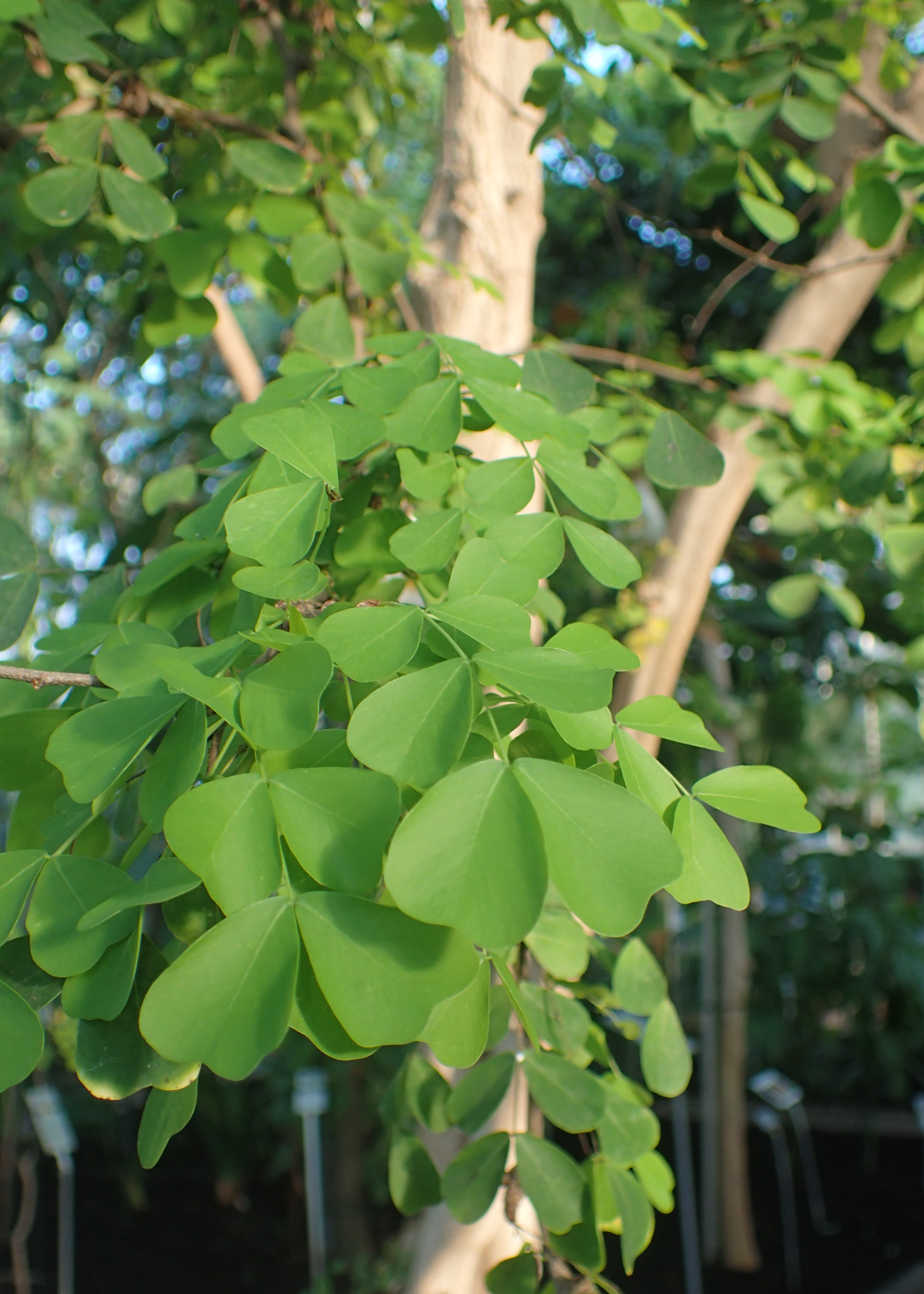
Liście

## Morfologia
PokrójCierniste drzewa lub krzewy, osiągające do 15 metrów wysokości. Drewno ma charakterystyczny zapach.
LiścieParzystopierzasto złożone z 3-4 par listków o odwrotnie jajowatym kształcie.
KwiatyŻółte, w gronach. Czerwony, 5-działkowy kielich, korona 5-płatkowa, przy czym jeden płatek jest większy od pozostałych.
OwoceW postaci strąku zawierającego jedno tylko nasiono.

## Zastosowanie
- Roślina uprawna: otrzymuje się z niej pigment hematoksylinę używaną do barwienia wyrobów oraz preparatów biologicznych.
- Drewno służy do wyrobu luksusowych mebli.